# Bruxa de Endor

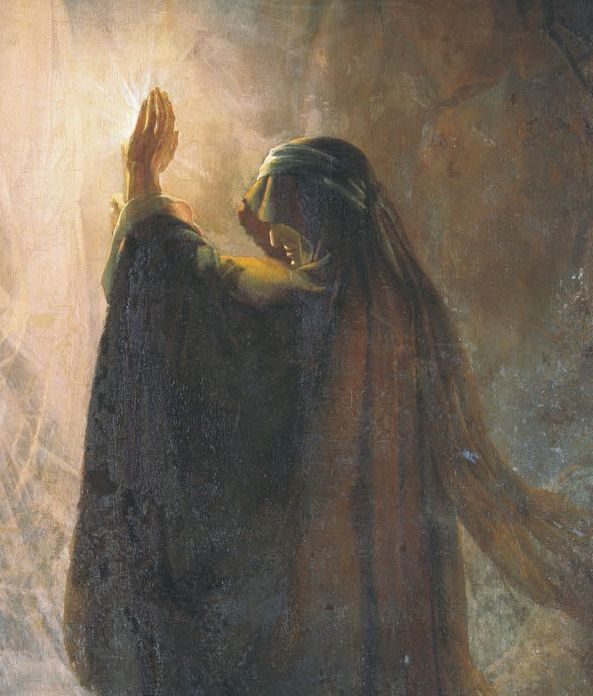
A Bruxa de Endor: detalhe do quadro "A Sombra de Samuel invocada por Saul" de D. Martynov (1826-1889)

A Bruxa de Endor é um personagem bíblico do Antigo Testamento, de aparição principal no Primeiro Livro de Samuel. Trata-se de uma necromante em Endor que aconselha ao rei Saul antes de este batalhar contra os filisteus.

## Na Bíblia

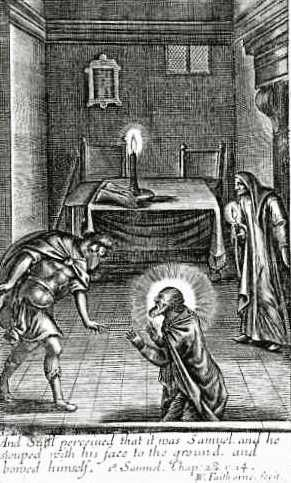
Saul consultando a Bruxa de Endor, Saducismus Triumphatus, por Joseph Glanvill

### Primeiro Livro de Samuel hebreu
Constitui-se numa necromante moradora do vilarejo de Endor no Vale de Jizreel (entre a colina de Moré e o Monte Tabor), consultada pelo rei Saul quando este deseja comunicar-se com o espírito de Samuel antes de combater contra os filisteus. Apesar de, no texto, Samuel de fato aparecer, a bruxa assusta-se com a presença do rei.

### Outros textos
Na Septuaginta, a tradução grega do Antigo Testamento, a frase "uma mulher com um espírito" (I Samuel 28:7) é traduzida como "uma ventríloqua", consistentemente com a ideia aparentemente apresentada pelos judeus alexandrinos responsáveis de que demônios não existiam.
A bruxa está ausente da versão deste capítulo da vida de Saul recontada no Eclesiástico.